# Cromómeros
Cromómeros (português europeu) ou cromômeros (português brasileiro) são regiões de heterocromatina que, nos cromossomas, aparecem muito condensadas, sob a forma de pontos muito corados.